# William McPherson Allen

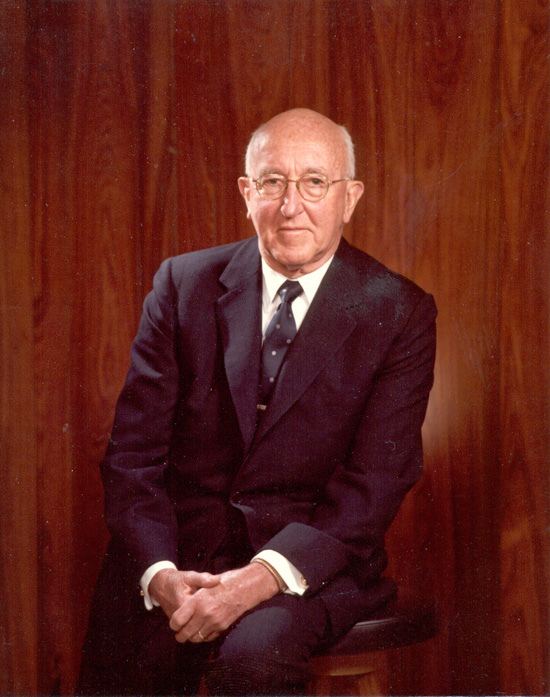
William McPherson Allen

William McPherson Allen (* 1. September 1900 in Lolo, Montana; † 29. Oktober 1985 in Seattle) war ein amerikanischer Geschäftsmann. Von September 1945 bis April 1968 war Allen Präsident des Flugzeugherstellers Boeing. Ihm ist der erfolgreiche Umstieg des Boeing-Konzerns von Propellermaschinen auf Strahlflugzeuge zu verdanken. Allen war verantwortlich für die erfolgreiche Entwicklung und Vermarktung der Boeing 747.